# 野間田一勝
野間田 一勝（のまた かずのり、1988年9月1日 - ）は、日本の男性声優。大分県出身。

## 略歴
福岡スクールオブミュージック専門学校、AIR AGENCYワークショップ出身。
以前はAIR AGENCYに所属していた。

## 人物
方言は大分弁。
趣味は散歩。特技は空手、アクロバット。

## 出演作品

### テレビアニメ
2010年
- カッコカワイイ宣言!

2011年
- ベン・トー（狼B）

2012年
- あの夏で待ってる（男子生徒）
- カンピオーネ! 〜まつろわぬ神々と神殺しの魔王〜（男性C）
- 黒子のバスケ（早川充洋）
- 戦国コレクション（工藤）
- ダンボール戦機W
- 夏色キセキ（男子生徒）
- Fate/Zero（アサシン）
- ブラック★ロックシューター（男子生徒、生徒）

2013年
- AKB0048 New Stage（男C）
- たまゆら〜もあぐれっしぶ〜
- ダンボール戦機WARS（エリック）
- Fate/kaleid liner プリズマ☆イリヤ（アサシン）

2015年
- 温泉幼精ハコネちゃん（男1、男A）

### 劇場アニメ
- 劇場版 黒子のバスケ LAST GAME（2017年、早川充洋）

### ゲーム
2009年
- 黄金の絆（リアン）

2010年
- のーふぇいと! 〜only the power of will〜（男子生徒）

2011年
- たんていぶ THE DETECTIVE CLUB-暗号と密室と怪人と-
- デッドエンド Orchestral Manoeuvres in the Dead End
- とある科学の超電磁砲（モンスターペアレント）

2012年
- 黒子のバスケ キセキの試合（早川充洋）
- コープスパーティー -THE ANTHOLOGY- サチコの恋愛遊戯♥Hysteric Birthday 2U
- 百鬼夜行〜怪談ロマンス〜
- フォトカノ

2013年
- アクセル・ワールド -加速の頂点-
- ダンボール戦機ウォーズ（エリック・ルーサー）

2014年
- 黒子のバスケ 勝利へのキセキ（早川充洋[2]）
- ソードアート・オンライン-ホロウ・フラグメント-(役名表記なし[3])
- コープスパーティー BLOOD DRIVE（大川智寛）

2015年
- 黒子のバスケ 未来へのキズナ（早川充洋[4]）
- 蒼穹のスカイガレオン（オオグチマカミ[5]、ウミサチ[6]、アポロン、アポロ[7]）

### ドラマCD
- イベリコ豚と恋と椿
- OGA鬼ごっこロワイアルvol.3
- オトコのコはメイド服がお好き!?
- 彼じゃないけど
- グッドラックハンター
- 恋する暴君
- 猿の左手
- 獣神空想御伽草子
- 戦律のストラタス
- だってまおうさまは彼が嫌い（勇太）
- 月は褥を照らせども、眠りは未だ訪れず（警察官）

### 吹き替え
- 孤独の暗殺者/スナイパー（バイク屋）
- ゾンビーバー（トミー）
- ドルフィン　太陽の秘密と夢の冒険(マイケル）
- ハイジャッキング

### ナレーション
- 集英社 スーパーダッシュ&ゴー

### CM
- モノノケグラデーション (十河春一)

### ラジオドラマ
- VOMIC 激辛!カレー王子（山下さん）
- +Voice
  - 武蔵野線の姉妹（サンタ、ナレーション）
  - ネガティブ・ツインタワー!（体育教師、男子生徒）

### その他
- CR燃えよドラゴン
- CR金田一少年の事件簿
- CR奏光のストレイン